# Arrondissement Wuming
Wuming is een arrondissement in het zuidwesten van de autonome regio Guangxi in Volksrepubliek China. Wuming behoort tot de stadsprefectuur Nanning en heeft een oppervlakte van 3366 km². Het Zhuang dat het Chinese volk Zhuang hier spreekt wordt gezien als Standaardzhuang. Vanaf de Sui-dynastie tot de 1917 heette het gebied Wuyuan 武缘. Tegenwoordig is het gewoon Wuming.

## Bestuurlijke verdeling
Wuming is verdeeld in dertien grote gemeenten:
- Chengxiang 城厢镇
- Liangjiang 两江镇
- Matou 马头镇
- Luwo 陆斡镇
- Luopo 罗波镇
- Taiping 太平镇
- Shuangqiao 双桥镇
- Ganyu 甘圩镇
- Ningwu 宁武镇
- Luoyu 锣圩镇
- Xianhu 仙湖镇
- Fucheng 府城镇
- Lingma 灵马镇